# Municipiu
Municipiu (av latinets municipium) är en administrativ enhet i Rumänien och Moldavien. I Rumänien tilldelas större städer denna status, med en hög grad av urbanisering, med en relativt stor befolkning, vanligtvis över 15 000 invånare, som spelar en betydande ekonomisk, social, politisk och kulturell roll.
Det finns för närvarande 103 städer i Rumänien och 5 städer i Moldavien som har uppnått statusen municipiu.

## Rumäniensmunicipiiordnade efter län
Fet stil markerar residensstäder.
| Län (județ)     | Förkortning | Municipii                                                    |
| --------------- | ----------- | ------------------------------------------------------------ |
| Alba            | AB          | Alba Iulia Aiud Blaj Sebeș                                   |
| Arad            | AR          | Arad                                                         |
| Argeș           | AG          | Pitești Câmpulung Curtea de Argeș                            |
| Bacău           | BC          | Bacău Onești Moinești                                        |
| Bihor           | BH          | Oradea Beiuș Marghita Salonta                                |
| Bistrița-Năsăud | BN          | Bistrița                                                     |
| Botoșani        | BT          | Botoșani Dorohoi                                             |
| Brașov          | BV          | Brașov Făgăraș Codlea Săcele                                 |
| Brăila          | BR          | Brăila                                                       |
| Buzău           | BZ          | Buzău Râmnicu Sărat                                          |
| Caraș-Severin   | CS          | Reșița Caransebeș                                            |
| Călărași        | CL          | Călărași Oltenița                                            |
| Cluj            | CJ          | Cluj-Napoca Turda Dej Câmpia Turzii Gherla                   |
| Constanța       | CT          | Constanța Mangalia Medgidia                                  |
| Covasna         | CV          | Sfântu Gheorghe Târgu Secuiesc                               |
| Dâmbovița       | DB          | Târgoviște Moreni                                            |
| Dolj            | DJ          | Craiova Băilești Calafat                                     |
| Galați          | GL          | Galați Tecuci                                                |
| Giurgiu         | GR          | Giurgiu                                                      |
| Gorj            | GJ          | Târgu Jiu Motru                                              |
| Harghita        | HR          | Miercurea Ciuc Gheorgheni Odorheiu Secuiesc Toplița          |
| Hunedoara       | HD          | Deva Hunedoara Brad Lupeni Orăștie Petroșani Vulcan          |
| Ialomița        | IL          | Slobozia Fetești Urziceni                                    |
| Iași            | IS          | Iași Pașcani                                                 |
| Ilfov           | IF          | -                                                            |
| Maramureș       | MM          | Baia Mare Sighetu Marmației                                  |
| Mehedinți       | MH          | Drobeta-Turnu Severin Orșova                                 |
| Mureș           | MS          | Târgu Mureș Sighișoara Reghin Târnăveni                      |
| Neamț           | NT          | Piatra Neamț Roman                                           |
| Olt             | OT          | Slatina Caracal                                              |
| Prahova         | PH          | Ploiești Câmpina                                             |
| Satu Mare       | SM          | Satu Mare Carei                                              |
| Sălaj           | SJ          | Zalău                                                        |
| Sibiu           | SB          | Sibiu Mediaș                                                 |
| Suceava         | SV          | Suceava Fălticeni Rădăuți Câmpulung Moldovenesc Vatra Dornei |
| Teleorman       | TR          | Alexandria Roșiorii de Vede Turnu Măgurele                   |
| Timiș           | TM          | Timișoara Lugoj                                              |
| Tulcea          | TL          | Tulcea                                                       |
| Vaslui          | VS          | Vaslui Bârlad Huși                                           |
| Vâlcea          | VL          | Râmnicu Vâlcea Drăgășani                                     |
| Vrancea         | VN          | Focșani Adjud                                                |
| Bukarest        | B           | Bukarest                                                     |

## Moldaviens municipii
- Bălți
- Bender (Tighina)
- Chișinău
- Comrat (huvudstad i Gagauzien)
- Tiraspol (huvudstad i Transnistrien)